# Beno Eckmann
Beno Eckmann   (Berna, 31 de març de 1917 - Zúric, 25 de novembre de 2008) va ser un matemàtic suís.
Després de fer els estudis secundaris a la seva vila natal de Berna, Eckmann es va matricular a l'ETH Zürich el 1935, escola superior en la qual es va graduar el 1939. Després de la graduació va ser nomenat assistent del professor Walter Saxer, mentre preparava el doctorat, que va obtenir el 1942 amb una tesi dirigida per Heinz Hopf. Des de 1942 fins a 1948 va ser professor a la universitat de Lausana i el 1948 va tornar al ETH Zürich on va romandre fins que el 1984 va passar a ser professor emèrit, mantenint la vinculació amb l'escola fins al final dels seus dies. Va ser secretari de la Unió Matemàtica Internacional (1956-1961), president de la Societat Matemàtica Suïssa (1962-1963) i director del Centre de Recerca Matemàtica de Zürich (1964-1984).
El seu camp de treball va ser la topologia, específicament la homotopia i la dualitat, i temes relacionats amb la teoria de categories i l'àlgebra homològica. Va publicar més d'un centenar d'articles científics.